# Surface Pressure
Surface Pressure ist ein Lied der US-amerikanischen Sängerin und Synchronsprecherin Jessica Darrow aus dem Jahre 2021. Es ist Teil des Soundtracks des animierten Musicals Encanto und wurde von Lin-Manuel Miranda geschrieben und produziert.

## Hintergrund
Am 3. November 2021 feierte mit Encanto der 60. abendfüllende Animationsfilm der Walt Disney Animation Studios Weltpremiere. Für die zahlreichen Musikeinlagen des in Kolumbien spielenden Fantasyfilms wurde der etablierte Musicalkomponist Lin-Manuel Miranda verpflichtet, der acht Lieder beisteuerte. Am 19. November desselben Jahres erfolgte die kommerzielle Veröffentlichung des Soundtracks, am 24. November jene des Spielfilms.
Im Jahre 2022 entwickelte sich der Soundtrack auch unter starkem Mitwirken der Plattform TikTok, wo sich die Musik viral verbreitete, zu einem großen Erfolg in den Charts mehrerer Länder. Aus dem Musical erreichten sowohl der Nummer-eins-Hit We Don’t Talk About Bruno als auch Surface Pressure die Top Ten der US-amerikanischen Billboard Hot 100, was das erste Mal darstellt, dass ein Disney-Animationsfilms mehr als ein Lied in den Top Ten platzieren konnte (auch das Soundtrackalbum erreichte Platz eins und sämtliche andere Gesangsnummern konnten sich ebenfalls in den Charts positionieren). Auch im Vereinigten Königreich erreichten beide Lieder die Top Ten, zusätzlich auch noch The Family Madrigal, was einen neuen Rekord für einen animierten Film bedeutete.
In der deutschen Synchronfassung sowie auf der deutschsprachigen Version des Soundtrackalbums heißt das Lied Druck und wird von Jenniffer Kae interpretiert.

## Musik und Text
Bei Surface Pressure handelt es sich um einen Musicalsong, der von einem Reggaeton-Rhythmus geprägt ist. Im Kontext des Films wird das Lied von Luisa Madrigal, der großen Schwester der Hauptfigur Mirabel und jüngeren Schwester des Charakters Isabela, gesungen, welche die Gabe übermenschlicher physischer Stärke besitzt. Als sie von Mirabel gefragt wird, ob sie etwas über die merkwürdigen Geschehnisse im Haus weiß, schweigt sie zunächst, gibt dann aber zu, dass sie sich einen Moment lang schwach fühlte, worauf die Musiknummer beginnt. Sie singt darüber, wie sie sich in ihrer Rolle als "die Starke" in ihrer Familie fühlt. Sie nehme jede Aufgabe an, könne einfach Berge und Kirchen versetzen sowie Diamanten und Platin "platt machen". Allerdings übt die hohe Erwartungshaltung an sie, sämtliche Aufgaben zu stemmen, die die anderen Familienmitglieder nicht bewältigen können, einen enormen Leistungsdruck aus, unter dem sie innerlich zu zerbrechen droht. Sie würde aber nicht nein sagen und fragt sich, ob Hercules in Wahrheit den Kampf gegen Zerberus nicht auch lieber ausgeschlagen hätte. Sie habe allerdings Angst, wenn sie mit ihrer Stärke den Anderen nicht dienen könne, würde sie wertlos werden. Tatsächlich wünsche sie sich einmal, die Last von den Schultern zu bekommen, entspannen zu können und Spaß zu haben.

## Rezeption

### Kritiken
Surface Pressure erhielt positive bis überschwängliche Kritiken. Einige Rezensenten sahen in diesem Song anstelle des Nummer-eins-Hits We Don't Talk About Bruno das beste Lied des Filmes; es herrschte ein Konsens, dass diese beiden Titel die Highlights des Soundtracks wären. Besonders positiv hervorgehoben wurde, wie sehr der Track die psychische Belastung einer großen Schwester bzw. des mittleren Kindes einfange, die mit der Verantwortung dieser Rolle überfordert ist. Für Personen dieser Gruppe wäre der Song bereits zu einer Hymne geworden. Ebenfalls wurde die Charakterisierung der Figur Luisa, die mit diesem Lied ihren größten Auftritt im Film habe, hochgelobt. Diese würde durch ihr muskulöses Äußeres nicht dem gängigen Rollentyp von Disneyfilmen entsprechen, zugleich erlaubte man ihr trotzdem noch, feminin und mädchenhaft zu sein, wie sich während dieser Musiknummer auf der Musik- und Bildebene zeige.

### Chartplatzierungen
| ChartsChartplatzierungen       | Höchstplatzierung | Wochen |
| ------------------------------ | ----------------- | ------ |
| Vereinigte Staaten (Billboard) | 8 (19 Wo.)        | 19     |
| Vereinigtes Königreich (OCC)   | 3 (19 Wo.)        | 19     |

| ChartsJahrescharts (2022)      | Platzierung |
| ------------------------------ | ----------- |
| Vereinigte Staaten (Billboard) | 53          |
| Vereinigtes Königreich (OCC)   | 39          |

### Auszeichnungen für Musikverkäufe
| Land/Region                  | Auszeichnungen für Musikverkäufe (Land/Region, Auszeichnung, Verkäufe) | Verkäufe  |
| ---------------------------- | ---------------------------------------------------------------------- | --------- |
| Australien (ARIA)            | Platin                                                                 | 70.000    |
| Brasilien (PMB)              | Gold                                                                   | 20.000    |
| Kanada (MC)                  | 2× Platin                                                              | 160.000   |
| Vereinigte Staaten (RIAA)    | 3× Platin                                                              | 3.000.000 |
| Vereinigtes Königreich (BPI) | Platin                                                                 | 600.000   |
| Insgesamt                    | 1× Gold · 7× Platin ·                                                  | 3.850.000 |

## Varia
- Um ihren Wunsch, die Figur der Luisa Madrigal muskulös darzustellen, in die Tat umsetzen zu können, mussten sich die Animationskünstler erst gegen die Vorstellungen des Studios durchsetzen.[19]
- Ursprünglich sollte Stephanie Beatriz die Rolle der Luisa sprechen und singen, allerdings wurde diese letztlich in die Rolle der Mirabel besetzt, da diese besser zu ihrer Persönlichkeit passte.[20]
- Der im Film während der Musikeinlage dargestellte Hercules ist nicht mit jenem aus dem gleichnamigen früheren Disney-Film identisch.[21]